# ZIS-6
O ZIS-6 (em russo:  ЗИС-6) é um caminhão de carga militar soviético 6×4 de uso geral, uma versão de três eixos do caminhão de dois eixos ZIS-5. Os protótipos ocorreram em 1931, a produção em série começou em 1933, durou até outubro de 1941 na fábrica Zavod imeni Stalina em Moscou e atingiu uma produção total de 21.239. Ele tinha uma capacidade de carga útil de 4.000 kg e 2.500 kg em estradas não pavimentadas.
Um caminhão confiável, serviu como base para a criação de uma série de modificações militares especializadas - caminhão de holofote, estação de rádio e reparo de rádio, oficina de campo móvel, veículo de entrega de suprimentos, veículo de movimentação de tropas e como veículo de reboque de artilharia, mas é mais conhecido por seu papel como o primeiro lançador múltiplo de foguetes (Katyusha) em julho de 1941. Foi construído pela Fábrica "Compressor" durante a Segunda Guerra Mundial (1941–45). Muito poucos caminhões ZIS-6 sobreviveram até hoje.
Durante o início da Segunda Guerra Mundial, o ZIS-6 foi usado como chassi do lançador de foguetes múltiplos BM-13 Katyusha original pelo Exército Vermelho, apelidado de "Órgão de Stalin" pelos soldados alemães. O chassi do caminhão foi equipado com várias versões diferentes do lançador. Mais tarde, porém, o Studebaker produzido nos Estados Unidos assumiu como a plataforma predominante para lançadores Katyusha. O ZIS-6 também serviu de base para o abastecedor de aeronaves VVS-RKKA, BZ-ZIS-6. Após a guerra, o ZIS-6 foi substituído pelo ZIS-151 com tração nas seis rodas.

## Especificação
- 6×4, 3 eixos 2,5 toneladas (4 toneladas - rodovia)
- Caminhão baseado no ZIS-5
- Diâmetro/Curso: 101,6/114,3 mm
- Pneus: 860 mm × 180 mm

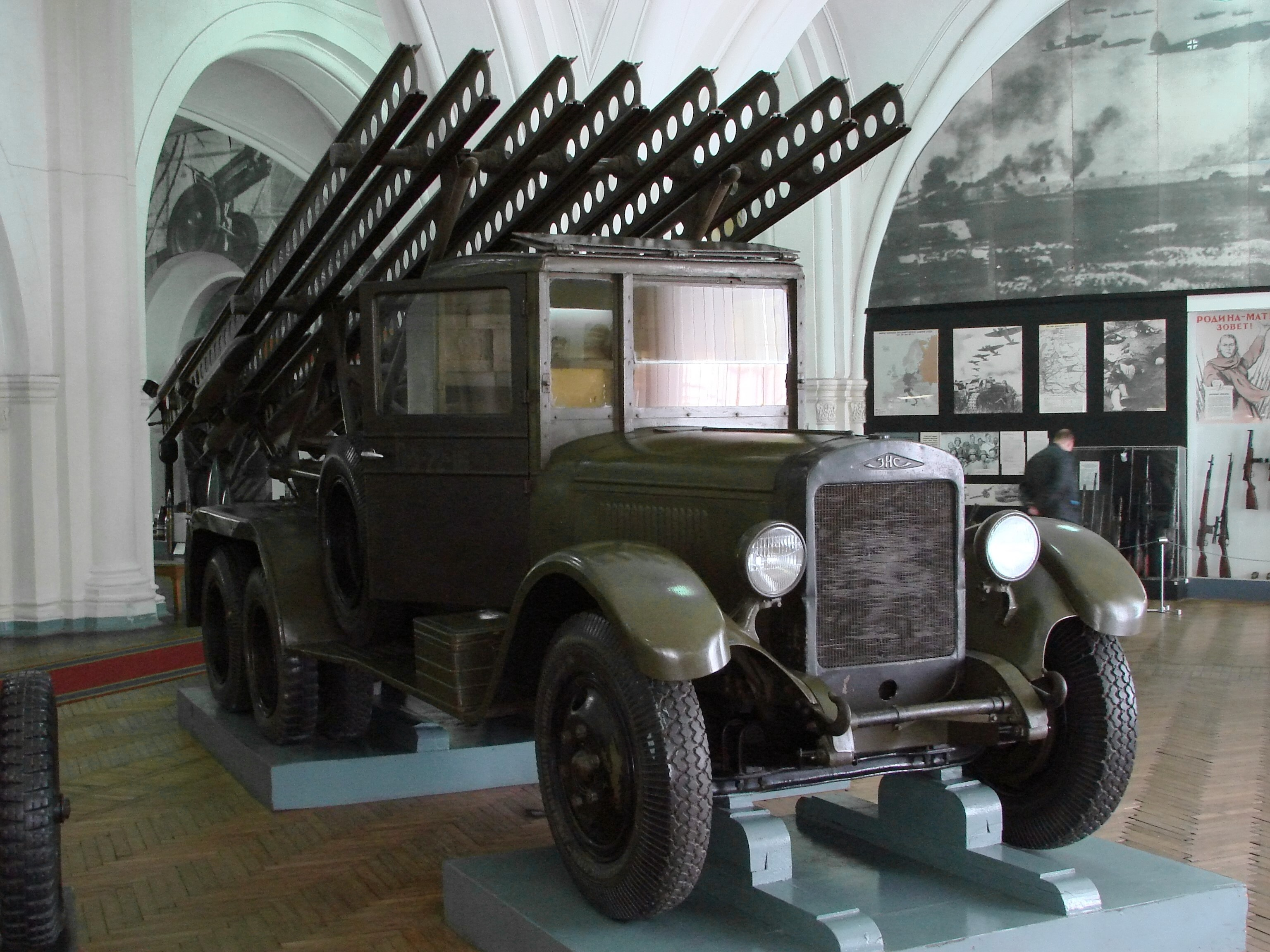
ZIS-6 com plataforma e bateria do BM-13 Katyusha
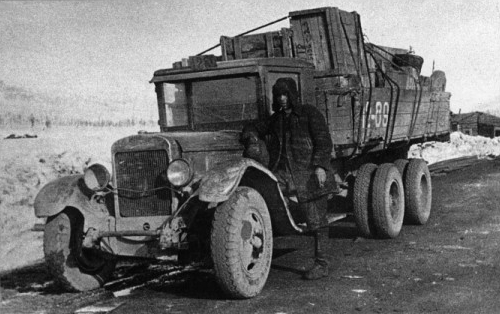
Construção da estrada de Kolyma (1938)
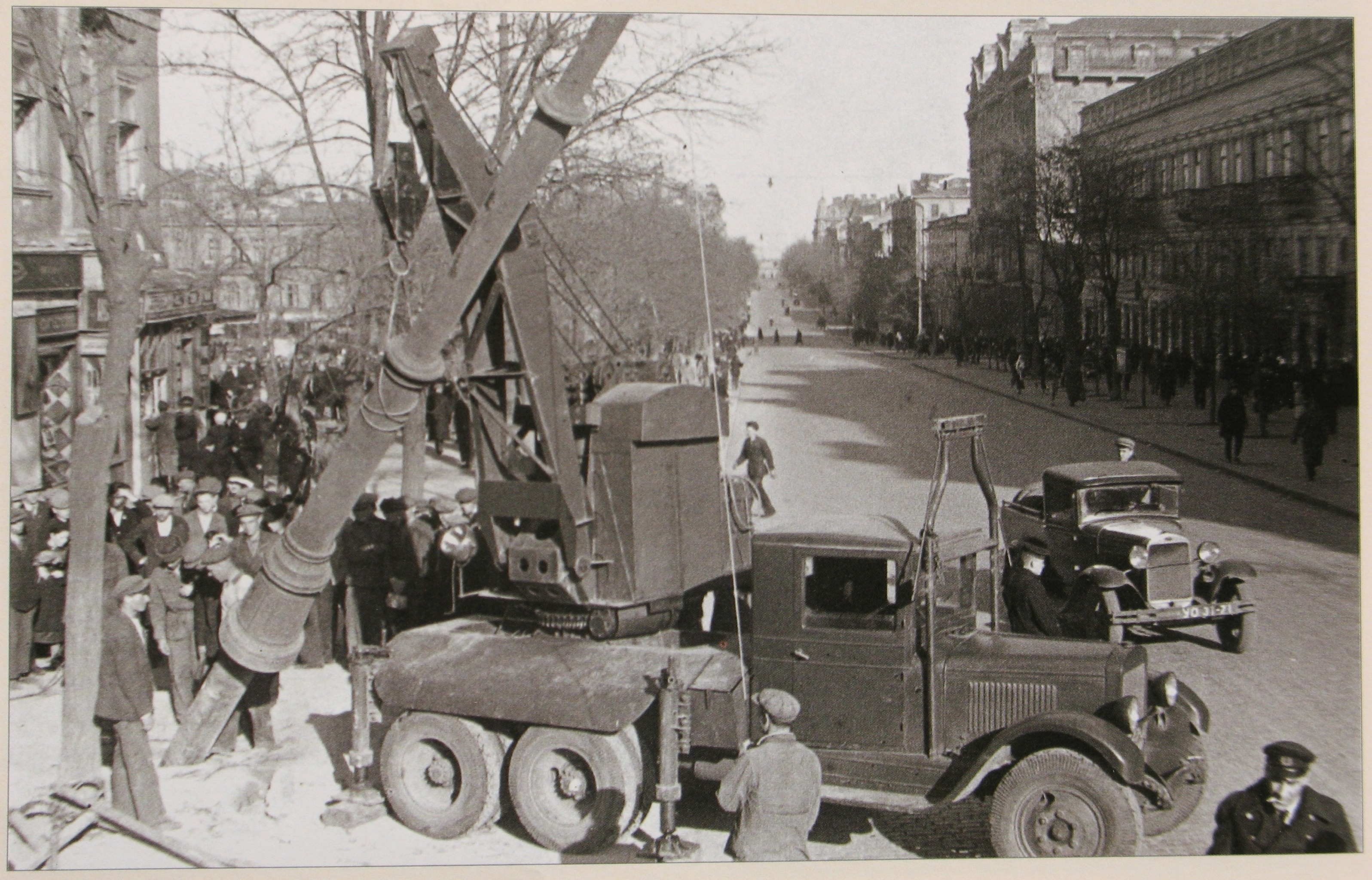
Caminhão guindaste civil usado com base em um chassi do ZIS-6 em Odessa (1942)